# Antonio García Alix
Antonio García Alix (Múrcia, 28 d'agost de 1852 - Madrid, 29 de novembre de 1911) va ser un advocat i polític espanyol. Va ser ministre d'Instrucció Pública i Belles arts, durant la regència de Maria Cristina d'Habsburg-Lorena i ministre d'Hisenda i ministre de Governació durant el regnat d'Alfons XIII.

## Biografia
Nasqué el 28 d'agost de 1852 a Múrcia. Després d'obtenir, el 1874, la llicenciatura en Dret, va ingressar el 1877 en el Cos Jurídic Militar on romandria fins a l'inici de la seva carrera política quan, militant en el Partit Conservador, va ser elegit diputat per Múrcia el 1886, escó que tornaria a obtenir en les successives eleccions que es van celebrar fins a 1910.

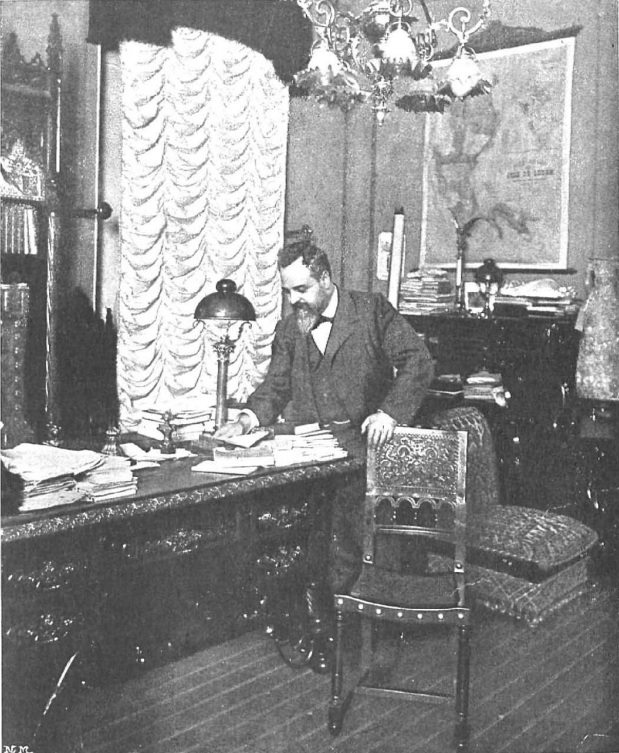
Antonio García Alix, Ministro de Instrucción Pública. Fotografia de Manuel Compañy (1900).

Va ser el primer titular del recentment creat Ministeri d'Instrucció Pública i Belles arts, ocupant la cartera ministerial des del 18 d'abril de 1900 al 6 de març de 1901 en un govern presidit per Francisco Silvela. Posteriorment ocuparia les carteres de ministre de Governació entre el 20 de juliol i el 5 de desembre de 1903 en un gabinet que va presidir Raimundo Fernández Villaverde i ministre d'Hisenda entre el 27 de gener i el 23 de juny de 1905 novament en un govern Villaverde.
El 1902 és nomenat acadèmic de la Reial Acadèmia de Belles Arts de San Fernando, versant el seu discurs d'ingrés sobre el seu paisà Francisco Salzillo. Aquest mateix any, al desembre, és nomenat Governador del Banc d'Espanya, càrrec que ocuparia fins quan el 1903 va ser nomenat ministre. Entre setembre de 1908 i octubre de 1909 ocuparia novament el càrrec de Governador del Banc d'Espanya.
Va morir el 29 de novembre de 1911 a Madrid.